# 陶曉強
陶曉強（1973年11月29日或4月15日—），中國前男子羽球運動員。
在1996年夏季奧林匹克運動會羽球比賽裡，陶曉強與王曉圓一起獲得混合雙打第五名，與葛成一起獲得男子雙打第九名。同年，他與葛成一起贏得荷蘭羽球公開賽、波蘭羽球公開賽男子雙打冠軍。1997年，兩人贏得中國羽球公開賽男子雙打冠軍。在2000年樂魚羽球國際賽上，他與葛成一起贏得男子雙打冠軍，並與陶曉蘭一起贏得混合雙打冠軍。